# 1130
Il 1130 (MCXXX in numeri romani) è un anno  del XII secolo.

## Eventi
- A febbraio eletto l'antipapa Anacleto II
- Viene avviata ad Enna la ristrutturazione dell'antichissimo Castello di Lombardia d'origine sicana, dal re Ruggero I
- 14 febbraio - Gregorio Papareschi viene eletto Papa con il nome di Innocenzo II
- 25 dicembre - Palermo -  Incoronazione di Ruggero II da parte di Anacleto II e nascita del Regno di Sicilia

## Nati
- 18 ottobre - Zhu Xi, filosofo cinese († 1200)
- Raimon d'Agout († 1203)
- Archipoeta, poeta tedesco († 1165)
- Baldovino III di Gerusalemme, cavaliere medievale franco († 1163)
- Beniamino di Tudela, geografo e esploratore spagnolo († 1173)
- Carlo VII di Svezia, sovrano († 1167)
- Papa Clemente III, papa, cardinale e vescovo cattolico italiano († 1191)
- Richard FitzNeal, vescovo cattolico e economista inglese († 1198)
- Géza II d'Ungheria, re ungherese († 1162)
- Maredudd ap Gruffydd, principe († 1155)
- Magnus II Henriksen di Svezia, re svedese († 1161)
- Akka Mahādēvi, poetessa e mistica indiana
- Efrosin'ja Mstislavna, nobildonna († 1193)
- Nicolas de Verdun, orafo e scultore francese († 1205)
- Piacentino, giurista italiano († 1182)
- Qutb al-Din Mawdud, sovrano siriano († 1170)
- Raniero da Ponza, monaco cristiano e teologo italiano († 1207)
- Riccardo di Clare, II conte di Pembroke, nobile normanno († 1176)
- Riccardo di Taranto, politico e militare italiano
- Santa Rosalia, santa italiana († 1170)
- Simone di Tournai, filosofo e teologo francese († 1203)
- Al-Samaw'al al-Maghribi, matematico, astronomo e medico († 1180)
- Hywel ab Owain Gwynedd, poeta e nobile gallese († 1170)
- Anselmo dall'Orto, giurista italiano
- Inpumon'in no Tayū, poeta giapponese († 1200)

## Morti
- 13 febbraio - Papa Onorio II, papa, cardinale e vescovo cattolico italiano (n. 1060)
- 15 febbraio - Udo IV della marca del Nord, nobile tedesco
- 26 marzo - Sigurd I di Norvegia, re (n. 1090)
- 16 aprile - Óengus del Moray, re scozzese
- 15 maggio - Isidoro l'Agricoltore, santo spagnolo (n. 1080)
- 19 agosto - Bartolomeo di Simeri, monaco cristiano e presbitero italiano
- 7 ottobre - Al-Amir bi-ahkam Allah, imam arabo (n. 1096)
- 7 ottobre - Ermanno II di Baden, nobile tedesco
- 3 novembre - Berardo dei Marsi, cardinale e vescovo italiano (n. 1079)
- 13 novembre - Adolfo I di Schaumburg, nobile
- Baudri de Bourgueil, abate, vescovo cattolico e poeta francese (n. 1046)
- Aénor di Châtellerault, nobile francese (n. 1103)
- Cristodulo, ammiraglio e militare bizantino
- Enrico Raspe I di Turingia, nobile tedesco
- Li Tang, pittore cinese (n. 1050)
- Margareta Fredkulla, nobile svedese (n. 1080)
- Maud di Northumbria, regina (n. 1074)
- Stefano di Chartres, cavaliere medievale e patriarca cattolico francese
- Teresa di León, contessa
- Tommaso di Marle, nobile francese (n. 1080)
- Tumbinai Khan, condottiero mongolo
- Udalrico I di Scheyern, nobile tedesco
- Tolomeo I dei conti di Tuscolo, nobile italiano
- Ibn Tumart, politico berbero
- Abdelmálik, re

## Calendario
| Calendario 1130 | Calendario 1130 | Calendario 1130 | Calendario 1130 | Calendario 1130 | Calendario 1130 | Calendario 1130 | Calendario 1130 | Calendario 1130 | Calendario 1130 | Calendario 1130 | Calendario 1130 | Calendario 1130 | Calendario 1130 | Calendario 1130 | Calendario 1130 | Calendario 1130 | Calendario 1130 | Calendario 1130 | Calendario 1130 | Calendario 1130 | Calendario 1130 | Calendario 1130 | Calendario 1130 | Calendario 1130 | Calendario 1130 | Calendario 1130 | Calendario 1130 | Calendario 1130 | Calendario 1130 | Calendario 1130 | Calendario 1130 | Calendario 1130 |
| --------------- | --------------- | --------------- | --------------- | --------------- | --------------- | --------------- | --------------- | --------------- | --------------- | --------------- | --------------- | --------------- | --------------- | --------------- | --------------- | --------------- | --------------- | --------------- | --------------- | --------------- | --------------- | --------------- | --------------- | --------------- | --------------- | --------------- | --------------- | --------------- | --------------- | --------------- | --------------- | --------------- |
|                 | 1               | 2               | 3               | 4               | 5               | 6               | 7               | 8               | 9               | 10              | 11              | 12              | 13              | 14              | 15              | 16              | 17              | 18              | 19              | 20              | 21              | 22              | 23              | 24              | 25              | 26              | 27              | 28              | 29              | 30              | 31              |                 |
| Gennaio         | Me              | Gi              | Ve              | Sa              | Do              | Lu              | Ma              | Me              | Gi              | Ve              | Sa              | Do              | Lu              | Ma              | Me              | Gi              | Ve              | Sa              | Do              | Lu              | Ma              | Me              | Gi              | Ve              | Sa              | Do              | Lu              | Ma              | Me              | Gi              | Ve              |                 |
| Febbraio        | Sa              | Do              | Lu              | Ma              | Me              | Gi              | Ve              | Sa              | Do              | Lu              | Ma              | Me              | Gi              | Ve              | Sa              | Do              | Lu              | Ma              | Me              | Gi              | Ve              | Sa              | Do              | Lu              | Ma              | Me              | Gi              | Ve              |                 |                 |                 |                 |
| Marzo           | Sa              | Do              | Lu              | Ma              | Me              | Gi              | Ve              | Sa              | Do              | Lu              | Ma              | Me              | Gi              | Ve              | Sa              | Do              | Lu              | Ma              | Me              | Gi              | Ve              | Sa              | Do              | Lu              | Ma              | Me              | Gi              | Ve              | Sa              | Do              | Lu              |                 |
| Aprile          | Ma              | Me              | Gi              | Ve              | Sa              | Do              | Lu              | Ma              | Me              | Gi              | Ve              | Sa              | Do              | Lu              | Ma              | Me              | Gi              | Ve              | Sa              | Do              | Lu              | Ma              | Me              | Gi              | Ve              | Sa              | Do              | Lu              | Ma              | Me              |                 |                 |
| Maggio          | Gi              | Ve              | Sa              | Do              | Lu              | Ma              | Me              | Gi              | Ve              | Sa              | Do              | Lu              | Ma              | Me              | Gi              | Ve              | Sa              | Do              | Lu              | Ma              | Me              | Gi              | Ve              | Sa              | Do              | Lu              | Ma              | Me              | Gi              | Ve              | Sa              |                 |
| Giugno          | Do              | Lu              | Ma              | Me              | Gi              | Ve              | Sa              | Do              | Lu              | Ma              | Me              | Gi              | Ve              | Sa              | Do              | Lu              | Ma              | Me              | Gi              | Ve              | Sa              | Do              | Lu              | Ma              | Me              | Gi              | Ve              | Sa              | Do              | Lu              |                 |                 |
| Luglio          | Ma              | Me              | Gi              | Ve              | Sa              | Do              | Lu              | Ma              | Me              | Gi              | Ve              | Sa              | Do              | Lu              | Ma              | Me              | Gi              | Ve              | Sa              | Do              | Lu              | Ma              | Me              | Gi              | Ve              | Sa              | Do              | Lu              | Ma              | Me              | Gi              |                 |
| Agosto          | Ve              | Sa              | Do              | Lu              | Ma              | Me              | Gi              | Ve              | Sa              | Do              | Lu              | Ma              | Me              | Gi              | Ve              | Sa              | Do              | Lu              | Ma              | Me              | Gi              | Ve              | Sa              | Do              | Lu              | Ma              | Me              | Gi              | Ve              | Sa              | Do              |                 |
| Settembre       | Lu              | Ma              | Me              | Gi              | Ve              | Sa              | Do              | Lu              | Ma              | Me              | Gi              | Ve              | Sa              | Do              | Lu              | Ma              | Me              | Gi              | Ve              | Sa              | Do              | Lu              | Ma              | Me              | Gi              | Ve              | Sa              | Do              | Lu              | Ma              |                 |                 |
| Ottobre         | Me              | Gi              | Ve              | Sa              | Do              | Lu              | Ma              | Me              | Gi              | Ve              | Sa              | Do              | Lu              | Ma              | Me              | Gi              | Ve              | Sa              | Do              | Lu              | Ma              | Me              | Gi              | Ve              | Sa              | Do              | Lu              | Ma              | Me              | Gi              | Ve              |                 |
| Novembre        | Sa              | Do              | Lu              | Ma              | Me              | Gi              | Ve              | Sa              | Do              | Lu              | Ma              | Me              | Gi              | Ve              | Sa              | Do              | Lu              | Ma              | Me              | Gi              | Ve              | Sa              | Do              | Lu              | Ma              | Me              | Gi              | Ve              | Sa              | Do              |                 |                 |
| Dicembre        | Lu              | Ma              | Me              | Gi              | Ve              | Sa              | Do              | Lu              | Ma              | Me              | Gi              | Ve              | Sa              | Do              | Lu              | Ma              | Me              | Gi              | Ve              | Sa              | Do              | Lu              | Ma              | Me              | Gi              | Ve              | Sa              | Do              | Lu              | Ma              | Me              |                 |